# Maxime Guillot
Pour les articles homonymes, voir Guillot.
Maxime Guillot, né le 1er janvier 1900 à Bruailles (Saône-et-Loire) et mort abattu à Dijon le 29 janvier 1944, est un résistant français et compagnon de la Libération à titre posthume par décret du 20 janvier 1946.

## Biographie

### Famille et vie privée
Fils d'aubergistes, Maxime Guillot est né en 1900 à Bruailles, village bressan en Saône-et-Loire. À l'âge de 7 ans, il est orphelin de sa mère. Durant sa scolarité, il obtient son certificat d'études primaires en 1912, puis travaille dans les fermes environnantes jusqu'à son service militaire.
En 1920, il est engagé dans le 35e régiment d'infanterie de Belfort puis, sur sa demande, au 2e régiment de zouaves au Maroc. En 1922, il devient cheminot après sa démobilisation. Contraint d'abandonner sa ferme en Bresse, il devient manœuvre aux ateliers de Dijon-Perrigny en 1923.
Il acquiert, dans le courant des années 1930, un café à Chenôve puis un café-restaurant avec son épouse Lucie. De leurs unions naissent quatre enfants, trois filles (Yvette, Jeannine et Suzanne) et un fils (André) qui meurt assez jeune. Il est alors militant socialiste.

### Guerre et résistance
Lorsque la guerre éclate en septembre 1939, Maxime Guillot est mobilisé aux ateliers. Après l'armistice du 22 juin 1940, il reprend la direction de son café-restaurant « Le Grand Saint Vincent », dont il se sert pour faire passer en zone libre des prisonniers évadés du camp de Longvic.
Dès 1941, il établit des contacts avec des éléments de groupe francs et la résistance cheminote. En juin et juillet 1943, sous le pseudonyme de Julien, il commence à organiser et diriger des sabotages d'infrastructures de télécommunication avec le « groupe Charlie ».
Il s'engage dans le Bureau des opérations aériennes (BOA) de la « région D » (Côte d'Or, Haute-Marne, Haute-Saône, Doubs, Territoire de Belfort, nord du Jura et de la Saône-et-Loire) où il dirige les opérations en Saône-et-Loire.
Nommé officier, chargé de mission des Forces françaises combattantes par le mouvement de résistance de l'Organisation civile et militaire (OCM), il est recherché par la Gestapo. À deux reprises, il lui échappe, en novembre et décembre 1943, mais il est blessé en janvier 1944 en tombant dans une souricière à Chagny. Il parvient à en réchapper sous les tirs des agents de la Gestapo, abattant au revolver un Allemand et en en blessant un autre. Il s'en sort blessé à la jambe.

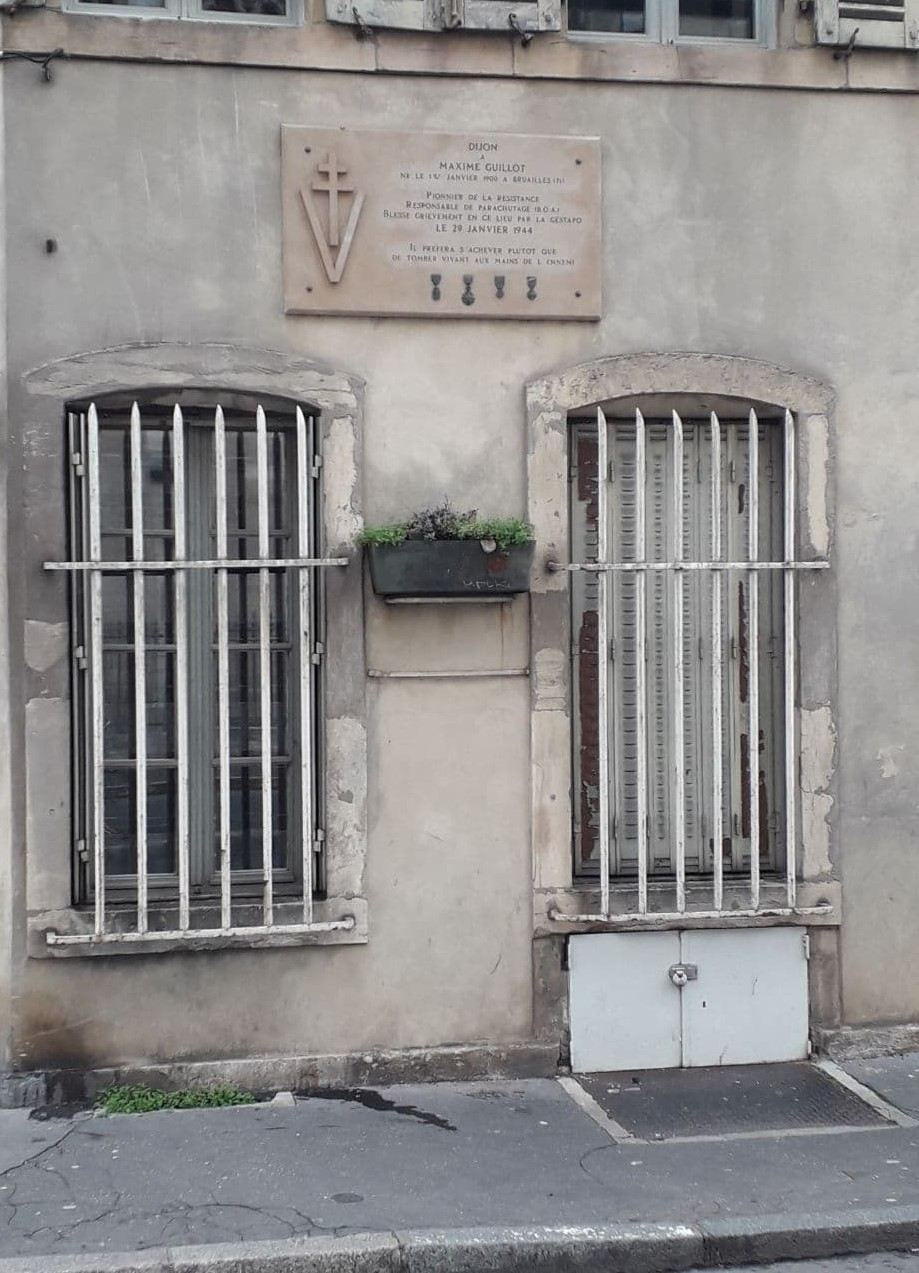
Plaque commémorative à l'angle de la rue Condorcet, où est mort Maxime Guillot.

Hautement recherché, il est finalement rattrapé sur dénonciation quinze jours plus tard le 29 janvier à Dijon, à la sortie d'un rendez-vous avec des responsables BOA au café Brocot, rue Condorcet. Cerné, il abat deux Allemands, mais se trouve blessé aux jambes et au ventre. Il préfère alors se tirer dans la tête la dernière balle de son revolver pour échapper à la torture, après avoir avalé un papier stratégique de la résistance,.
Les autorités allemandes le voulaient vivant et il n'a donc pas été abattu. Sa dépouille a été posée sous une arche de l'hôtel de ville de Dijon, sans autre couverture recouvrant le corps[réf. nécessaire].

## Obsèques
Le 2 février 1944, lors de ses obsèques à Chenôve, un cortège se forme à la mairie pour accompagner le défunt au cimetière et lui rendre hommage : la foule rassemble vraisemblablement plus d'un millier de personnes,. Marcel Naudot, maire de Chenôve depuis 1934 et lui-même cheminot, arbore son échappe tricolore. Rendu responsable du rassemblement, il est arrêté à coup de crosse par l'occupant, torturé au siège dijonnais de la Gestapo (rue du Docteur Chaussier) et interné à la prison de Dijon puis au camp de Royallieu (Compiègne). Le 6 avril 1944, il est embarqué dans un convoi à destination du camp de concentration de Mauthausen, où il meurt le 26 mars 1945 à l'âge de 52 ans.
Le registre des délibérations du conseil municipal mentionne le 13 février : « Marcel Naudot, maire, absent à la séance car détenu par les troupes d’occupation ».

## Décorations et hommages
Plusieurs décorations honorifiques lui sont attribuées à titre posthume, : 
- Chevalier de la Légion d'honneur par décret du 28 avril 1959 ;
- Compagnon de la Libération par décret du 20 janvier 1946
- Croix de guerre 1939-1945, palme de bronze
- Médaille de la Résistance française par décret du 28 avril 1959[14]

Trois rues de Bourgogne portent le nom du résistant : à Bruailles, son village natal, ainsi qu'à Chenôve où il s'est établi et où il repose, et à Talant, une ville voisine.
Une plaque commémorative rappelant son engagement est inaugurée en 1984 pour les 40 ans de la libération de Dijon. Elle est située au début de la rue Condorcet, lieu de sa mort,.